# Liste der Biografien/Schmil
Liste der Biografien |
Portal Biografien |
Personensuche
# |
A |
B |
C |
D |
E |
F |
G |
H |
I |
J |
K |
L |
M |
N |
O |
P |
Q |
R |
S |
T |
U |
V |
W |
X |
Y |
Z |
?
 
Sa |
Sb |
Sc |
Sd |
Se |
Sf |
Sg |
Sh |
Si |
Sj |
Sk |
Sl |
Sm |
Sn |
So |
Sp |
Sq |
Sr |
Ss |
St |
Su |
Sv |
Sw |
Sy |
Sz
 
Sca–Sce |
Sch |
Sci–Scz
 
Scha |
Schc |
Schd |
Sche |
Schg |
Schi |
Schj |
Schk |
Schl |
Schm |
Schn |
Scho |
Schp |
Schr |
Schs |
Scht |
Schu |
Schv |
Schw |
Schy
 
Schma |
Schme |
Schmi |
Schmo |
Schmu |
Schmy
 
Schmic |
Schmid |
Schmie |
Schmig |
Schmik |
Schmil |
Schmin |
Schmir |
Schmis |
Schmit
Die Liste der Biografien führt alle Personen auf, die in der deutschsprachigen Wikipedia einen Artikel haben. Dieses ist eine Teilliste mit 5 Einträgen von Personen, deren Namen mit den Buchstaben „Schmil“ beginnt.

## Schmil

### Schmili
- Schmilinsky, Johann Georg (1789–1870), deutscher Kaufmann

### Schmilj
- Schmiljan, Alfred (1875–1946), deutscher Verwaltungsbeamter und Politiker (FVP, DDP, DStP), MdL
- Schmiljan, Hans (1901–1961), deutscher Volkswirt und Politiker (CDU), MdA, Senator

### Schmill
- Schmill, Henry (1925–2003), deutscher Bergbauingenieur und Unternehmer in England
- Schmillen, Joachim (* 1962), deutscher Diplomat